# Партизанський проспект (Донецьк)
У Вікіпедії є статті про інші проспекти з назвою Партизанський проспект
Партизанський проспект — одна з вулиць міста Донецька. Розташований між Київським проспектом та річкою Кальміус. З іншого боку річки переходить у вулицю Давиденка Червоногвардійського району Макіївки. З'єднує Донецьк з Макіївкою.

## Історія
Вулиця названа на честь партизанів, які під час Другої світової війни діяли у Путилівському лісі, що знаходиться поруч.

## Опис
Партизанський проспект має досить цікаву нумерацію будинків. Будинок з номером 1 знаходиться посередині вулиці. У західному напрямку від нього знаходяться будинки 2-84, а у східному 110-129. На вулиці розташовані Донецький технікум легкої промисловості, АТП, Путилівський ринок. Довжина вулиці становить близько трьох кілометрів.

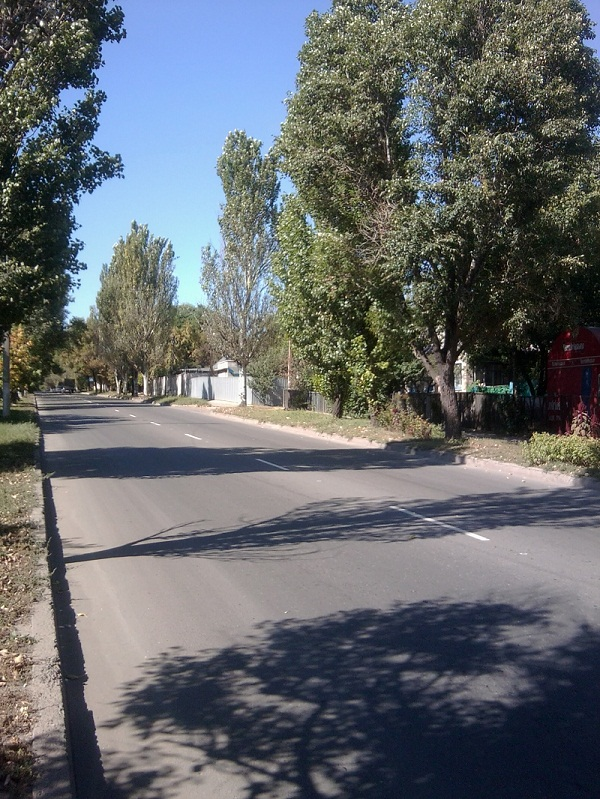
Партизанський проспект

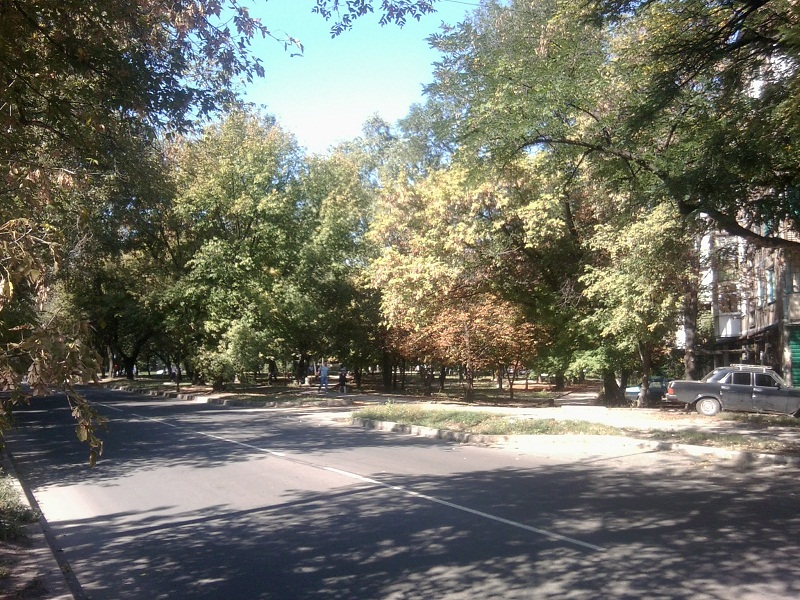
Парк по Партизанському проспекту

## Транспорт
Проспектом курсують автобуси номер 3, 19, 19а, а також мікроавтобус номер 17.